# Juan Carlos Colmenares Quintero
Juan Carlos Colmenares Quintero – hiszpański inżynier, dr hab. nauk chemicznych, profesor nadzwyczajny Instytutu Chemii Fizycznej Polskiej Akademii Nauk.

## Życiorys
16 marca 2004 obronił pracę doktorską Badanie reakcji utleniającego sprzęgania metanu z toluenem wobec katalizatorów tlenkowych, 13 kwietnia 2015 habilitował się na podstawie rozprawy zatytułowanej Niekonwencjonalne miękkie metody w syntezie nowych fotokatalizatorów na bazie nanostrukturalnych półprzewodników: fotokatalizatory do oczyszczania wody/powietrza i selektywnego foto-utleniania. 
Jest zatrudniony na stanowisku profesora nadzwyczajnego w Instytucie Chemii Fizycznej Polskiej Akademii Nauk.